# Saverio Dioguardi
Saverio Dioguardi (Rutigliano, 5 novembre 1888 – Bari, 22 novembre 1961) è stato un architetto italiano.
Unì alla conoscenza dei materiali e delle tecniche di costruzione doti di progettista e grafico. Realizzò edifici pubblici e di rappresentanza, costruì e ristrutturò sedi di enti pubblici, banche, caserme, case popolari, scuole e numerose opere di carattere monumentale funerario.

## Biografia
Figlio di Nicola e di Maria Romito, Saverio Dioguardi nasce il 5 novembre 1888 a Rutigliano, in provincia di Bari. Suo padre, scalpellino, gestisce insieme al fratello Domenico l'impresa edilizia paterna di capimastri muratori Giuseppe Dioguardi e figli. Nel 1893, con la morte del nonno Giuseppe, Nicola eredita l'impresa e ne muta la ditta in Nicola Dioguardi e figli. Intorno al 1895, alla ricerca di nuove opportunità lavorative, Nicola Dioguardi decide di trasferirsi con la famiglia a Bari.
Dopo avere trascorso la giovinezza in cantiere accanto al padre, dove apprende le pratiche lavorative ed affina la sua conoscenza dei materiali da costruzione, il 17 novembre 1909 Saverio Dioguardi parte per il servizio militare a Roma. Entra qui in contatto con i movimenti architettonici e culturali dell'epoca, di respiro internazionale. Nel 1910 è in armi a Verona, dove può approfondire lo stile floreale. Quando ne ha l'occasione, prende parte a concorsi pubblici; tra questi, il concorso per il monumento di Alessandro II a Pietroburgo del 1911 per il quale riceve, unico italiano in gara, il III premio per l'Architettura. Nel 1922 prende parte al concorso internazionale per la nuova sede del Chicago Tribune, misurandosi con architetti del calibro di Adolf Loos.
Numerose opere sono raccolte nella prima opera autografa, Architettura Monumentale, pubblicata a Bari nel 1927, cui seguirà un secondo volume, intitolato Architettura (Bari, 1932).
Nel 1920 Saverio Dioguardi si sposa con Maria Blasutigh, nipote del celebre giurista Vincenzo Manzini; matrimonio da cui nascono quattro figli: Nicola, Eugenio, Giuseppe e Gianfranco.
Dal 1926, anno in cui consegue il titolo di architetto, si dedica alla conduzione della impresa edile paterna, dapprima affiancando il fratello Giuseppe dal quale si stacca definitivamente nel 1956, per fondare la impresa edile Saverio Dioguardi.
La figura di Saverio Dioguardi si lega così indissolubilmente alla storia di una città nata sul mare che ridisegna la propria inconfondibile fisionomia in una moderna sagoma aperta sull'Adriatico.
Saverio Dioguardi muore improvvisamente a Bari, il 22 novembre 1961.

## Opere principali
- 1929 Palazzo Giannelli in via Sparano a Bari
- 1930 Palazzo della Provincia a Bari (con Luigi Baffa, 1930-34)
- 1932 Palazzo del Comando della III Regione Aerea, sul lungomare Nazario Sauro di Bari (1932-35)
- 1933 Circolo canottieri Barion e ristorante, sul molo San Nicola di Bari (1933-35)
- 1933 Caserma della Milizia Volontaria per la Sicurezza Nazionale sul lungomare Vittorio Veneto a Bari (1933-37)
- 1947 Sede della Banca Commerciale Italiana e complesso residenziale in via Abate Gimma a Bari (1947-49)
- 1959 Sede del Banco di Roma in via Andrea da Bari a Bari (1959-61)
- Piano Regolatore di "Bari d'Etiopia"; progetto della Chiesa e dei Palazzi pubblici del borgo.
- Piano Regolatore di Olettà; progetto della Chiesa e dei Palazzi pubblici del borgo.
- Piano Regolatore di Biscioftù

## Monografie
- Architettura Monumentale, Bari 1927
- Architettura, Bari 1932